# Línea 141 (EMT Madrid)
La línea 141 de la EMT de Madrid une entre sí las estaciones de Atocha y Buenos Aires, vertebrando el barrio de Numancia (Puente de Vallecas).

## Características

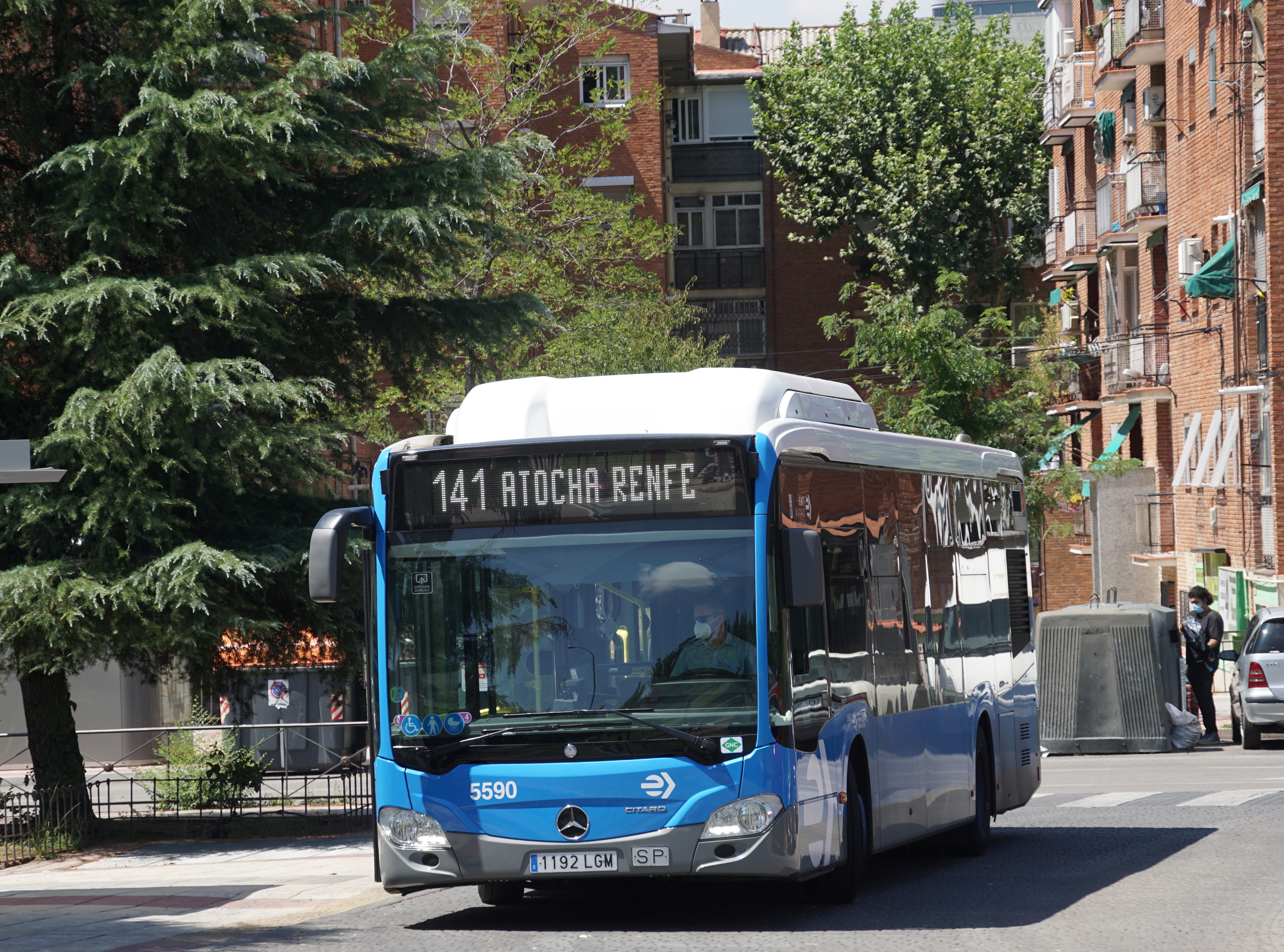
En el final de Buenos Aires, agosto de 2020

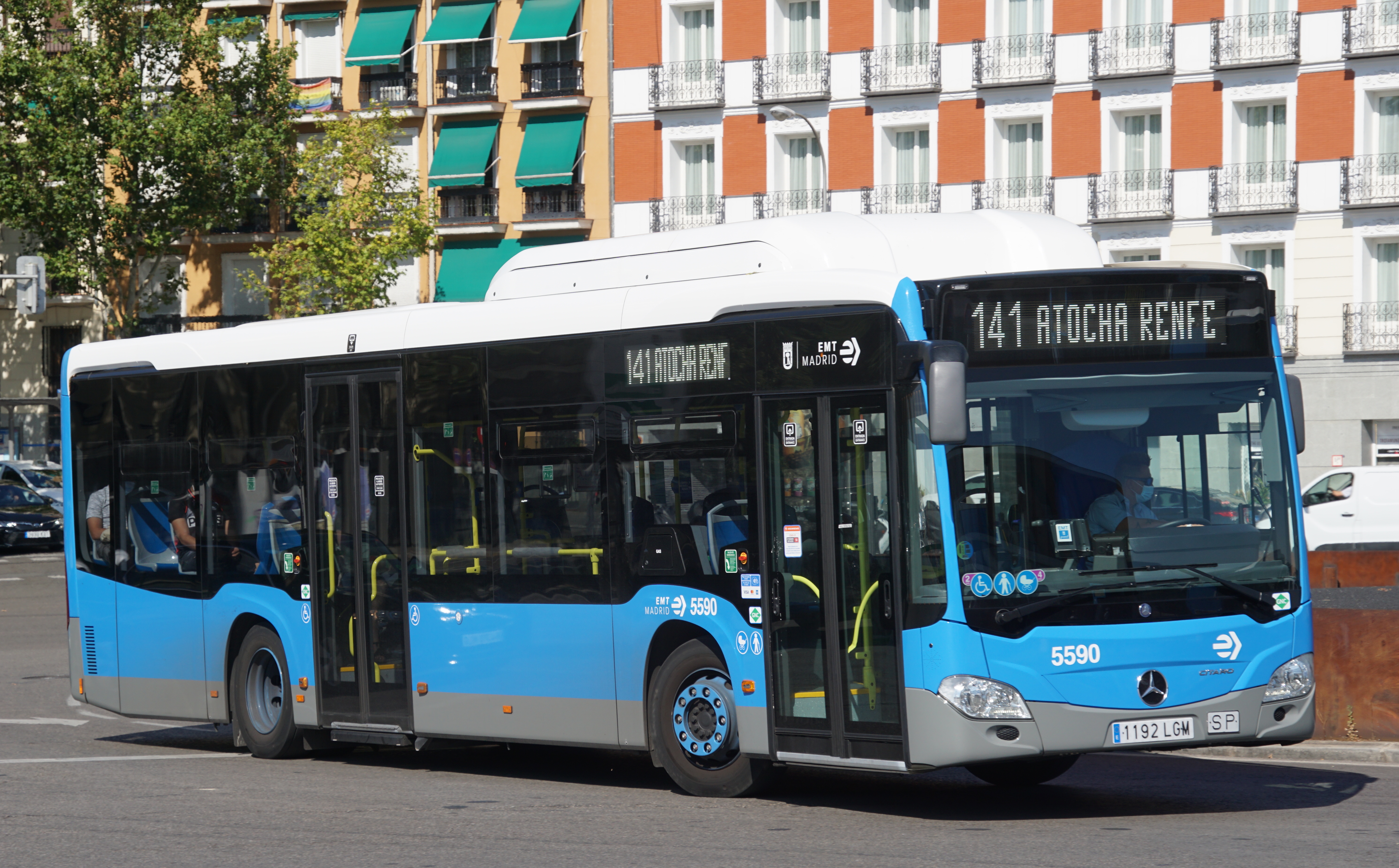
Junto a la estación de Atocha, agosto de 2020

Esta línea comenzó a operar en junio de 1988 absorbiendo el recorrido de la línea 140 con raya roja (Gta. Emperador Carlos V - Polígono Fontarrón), esta vez prolongado hasta el barrio de Portazgo. Da cobertura a la zona de Puente de Vallecas y a la Colonia Buenos Aires. Además, comunica zonas del barrio de Nueva Numancia, tales como la Colonia de Fontarrón, las Marismas o la calle Baltasar Santos.
El 26 de mayo de 2014 cambió el nombre de la cabecera de Atocha por "Atocha Renfe" para hacerlo más acorde con la ubicación de la misma.
El 3 de enero de 2021, vuelve a cambiar el nombre de la cabecera de Atocha Renfe por "Estación de Atocha".

### Frecuencias
| Lunes a viernes laborables |               |
| De 6:00 a 7:00             | 12-23 minutos |
| De 7:00 a 21:00            | 11-15 minutos |
| De 21:00 a 23:00           | 13-20 minutos |
| Sábados laborables         |               |
| De 6:00 a 10:00            | 16-30 minutos |
| De 10:00 a 21:00           | 16-17 minutos |
| De 21:00 a 23:00           | 16-23 minutos |
| Domingos y festivos        |               |
| De 7:00 a 10:00            | 20-29 minutos |
| De 10:00 a 21:00           | 21-22 minutos |
| De 21:00 a 23:00           | 21-33 minutos |

## Recorrido y paradas

### Sentido Buenos Aires
| Código | Parada                              | Común con                   | Conexiones con Metro y Cercanías | Otros |
| ------ | ----------------------------------- | --------------------------- | -------------------------------- | ----- |
| 5717   | ESTACIÓN DE ATOCHA (Intercambiador) |                             | Atocha                           |       |
| 1402   | Basílica de Atocha                  | 24 37 54 57 102             |                                  |       |
| 1404   | Metro Menéndez Pelayo               | 24 37 54 57                 | Menéndez Pelayo                  |       |
| 1406   | Junta Municipal Retiro              | 24 37 54 57                 |                                  |       |
| 1408   | Pacífico                            | 24 37 54 57                 | Pacífico                         |       |
| 1410   | Ciudad de Barcelona-Seco            | 8 10 24 37 54 56 57 136 310 |                                  |       |
| 2058   | Puente de Vallecas                  | 8 10 24 37 54 56 57 136 310 | Puente de Vallecas               |       |
| 4325   | Puente de Vallecas-Peña Prieta      | 8 113                       | Puente de Vallecas               |       |
| 1980   | Peña Prieta                         | 8 113                       |                                  |       |
| 3314   | Mendivil                            |                             |                                  |       |
| 3315   | Sierra Toledana-Camino Valderribas  |                             |                                  |       |
| 3330   | Sierra Toledana-Baltasar Santos     |                             |                                  |       |
| 3317   | Baltasar Santos-Sierra Toledana     |                             |                                  |       |
| 3333   | Baltasar Santos-Navacerrada         |                             |                                  |       |
| 3319   | Marismas-Maruja García Romero       |                             |                                  |       |
| 3321   | Marismas-Pérez de Ayala             |                             |                                  |       |
| 3323   | El Bosco-Pérez de Ayala             |                             |                                  |       |
| 3325   | Pérez de Ayala-El Bosco             |                             |                                  |       |
| 3327   | Pérez de Ayala-Benjamín Palencia    |                             |                                  |       |
| 2517   | Pío Felipe-Benjamín Palencia        | 54 143                      |                                  |       |
| 5671   | BUENOS AIRES                        |                             | Buenos Aires                     |       |

### Sentido Estación de Atocha
| Código | Parada                              | Común con                   | Conexiones con Metro y Cercanías | Otros |
| ------ | ----------------------------------- | --------------------------- | -------------------------------- | ----- |
| 5671   | BUENOS AIRES                        |                             | Buenos Aires                     |       |
| 2516   | Pío Felipe-Benjamín Palencia        | 54 143                      |                                  |       |
| 3328   | Pérez de Ayala-Benjamín Palencia    |                             |                                  |       |
| 3326   | Pérez de Ayala-El Bosco             |                             |                                  |       |
| 3324   | El Bosco-Pérez de Ayala             |                             |                                  |       |
| 3322   | Marismas-Pérez de Ayala             |                             |                                  |       |
| 3320   | Marismas-Maruja García Romero       |                             |                                  |       |
| 3318   | Baltasar Santos-Navacerrada         |                             |                                  |       |
| 3332   | Baltasar Santos-Sierra Toledana     |                             |                                  |       |
| 3331   | Sierra Toledana-Baltasar Santos     |                             |                                  |       |
| 3316   | Sierra Toledana-Camino Valderribas  |                             |                                  |       |
| 3329   | Camino Valderribas                  |                             |                                  |       |
| 1981   | Peña Prieta                         | 8 113                       |                                  |       |
| 1979   | Puente de Vallecas-Peña Prieta      | 8 113                       | Puente de Vallecas               |       |
| 2057   | Puente de Vallecas                  | 8 24 54 57                  | Puente de Vallecas               |       |
| 1411   | Ciudad de Barcelona-Seco            | 8 10 24 37 54 56 57 136 310 |                                  |       |
| 1409   | Pacífico                            | 24 37 54 57                 | Pacífico                         |       |
| 1407   | Junta Municipal Retiro              | 24 37 54 57                 |                                  |       |
| 1405   | Metro Menéndez Pelayo               | 24 37 54 57                 | Menéndez Pelayo                  |       |
| 1403   | Basílica de Atocha                  | 24 37 54 57                 |                                  |       |
| 5717   | ESTACIÓN DE ATOCHA (Intercambiador) |                             | Atocha                           |       |